# Nikólskoie (Lípetsk)
Nikólskoie - Никольское (rus) - és un poble de l'óblast de Lípetsk, a Rússia, que el 2011 tenia 1.988 habitants. Pertany al districte rural d'Úsman.